# 格利澤1105
格利泽1105是一顆位於天貓座附近的紅矮星，距離地球約28.8光年。